# Marry Me a Little
Marry Me a Little è un musical con musiche e versi di Stephen Sondheim su libretto di Craig Lucas e Norman René. Il musical è una rivista che utilizza canzoni scritte da Sondheim originariamente per altri musical, ma poi eliminate prima del debutto; il titolo stesso, Marry Me A Little, è quello di una canzone di Company (questa volta presente anche nello show definitivo).
Il musical debuttò nell'Off-Off-Broadway nel 1980 e fu riproposto in Sud Africa nel 2009, a New York nel 2012 e a Londra nel 2014 con la direzione musicale di Alex Parker.

## Brani musicali
- "Saturday Night" (da Saturday Night)
- "Two Fairy Tales" (tagliata da A Little Night Music)
- "Can That Boy Foxtrot!" (tagliata da Follies)
- "All Things Bright and Beautiful" (dagliata da Follies)
- "Bang!" (da A Little Night Music)
- "All Things Bright and Beautiful (Part 2)" (tagliata da Follies)
- "The Girls of Summer" (da The Girls of Summer)
- "Uptown, Downtown" (tagliata da Follies)
- "So Many People" (da Saturday Night)
- "Your Eyes Are Blue" (tagliata da A Funny Thing Happened on the Way to the Forum)
- "A Moment With You" (da Saturday Night)
- "Marry Me a Little" (tagliata da Company)
- "Happily Ever After" (tagliata da Company)
- "Pour Le Sport" (da The Last Resorts, musical mai andato in scena)
- "Silly People" (tagliata da A Little Night Music)
- "There Won't Be Trumpets" (tagliata da Anyone Can Whistle)
- "It Wasn't Meant to Happen" (tagliata da Follies)
- "Who Could Be Blue?" (tagliata da Follies)
- "Little White House" (tagliata da Follies)